# Frandovínez
Frandovínez ist ein Ort und eine Gemeinde (municipio) mit insgesamt nur noch 96 Einwohnern (Stand: 2024) im Norden der Provinz Burgos in der Autonomen Gemeinschaft Kastilien und León.

## Lage und Klima
Der Ort Frandovínez liegt nahe der Mündung des Río Úrbel in den Río Arlanzón ca. 17 km (Fahrtstrecke) westlich der Provinzhauptstadt Burgos in einer Höhe von ca. 830 m. Sehenswert ist auch der nur 5 km südlich gelegene Nachbarort Cavia. Das Klima ist gemäßigt bis warm; Regen (ca. 575 mm/Jahr) fällt übers Jahr verteilt.

## Bevölkerungsentwicklung
| Jahr      | 1857 | 1900 | 1950 | 2000 | 2017 |
| Einwohner | 380  | 313  | 291  | 91   | 84   |

Die Mechanisierung der Landwirtschaft und die Aufgabe bäuerlicher Kleinbetriebe haben seit den 1950er Jahren zu einem Mangel an Arbeitsplätzen und in der Folge zu einer Abwanderung eines Großteils der Bevölkerung in die Städte geführt (Landflucht).

## Wirtschaft
Die Region ist seit Jahrhunderten nahezu ausschließlich von der Landwirtschaft geprägt; große Bedeutung hat die Viehzucht. Auch der Tourismus (Vermietung von Ferienwohnungen) spielt eine immer wichtiger werdende Rolle.

## Geschichte
Funde aus keltischer, römischer, westgotischer und selbst aus islamisch-maurischer Zeit wurden auf dem Gemeindegebiet bislang nicht gemacht. Ende des 9. Jahrhunderts wurde die Gegend von Diego Rodríguez Porcelos (reg. 873–885), des zweiten Grafen Kastiliens und Gründers von Burgos zurückerobert (reconquista) und wiederbesiedelt (repoblación). Die erste urkundliche Erwähnung des Ortsnamens Frandovitiz stammt aus dem Jahr 963. Bereits im ausgehenden 12. Jahrhundert entstand eine lange währende Bindung des Ortes zum nahegelegenen Kloster Las Huelgas. Im Jahr 1555 wurde es an eine private Grundherrnfamilie (señores) verkauft.

## Sehenswürdigkeiten

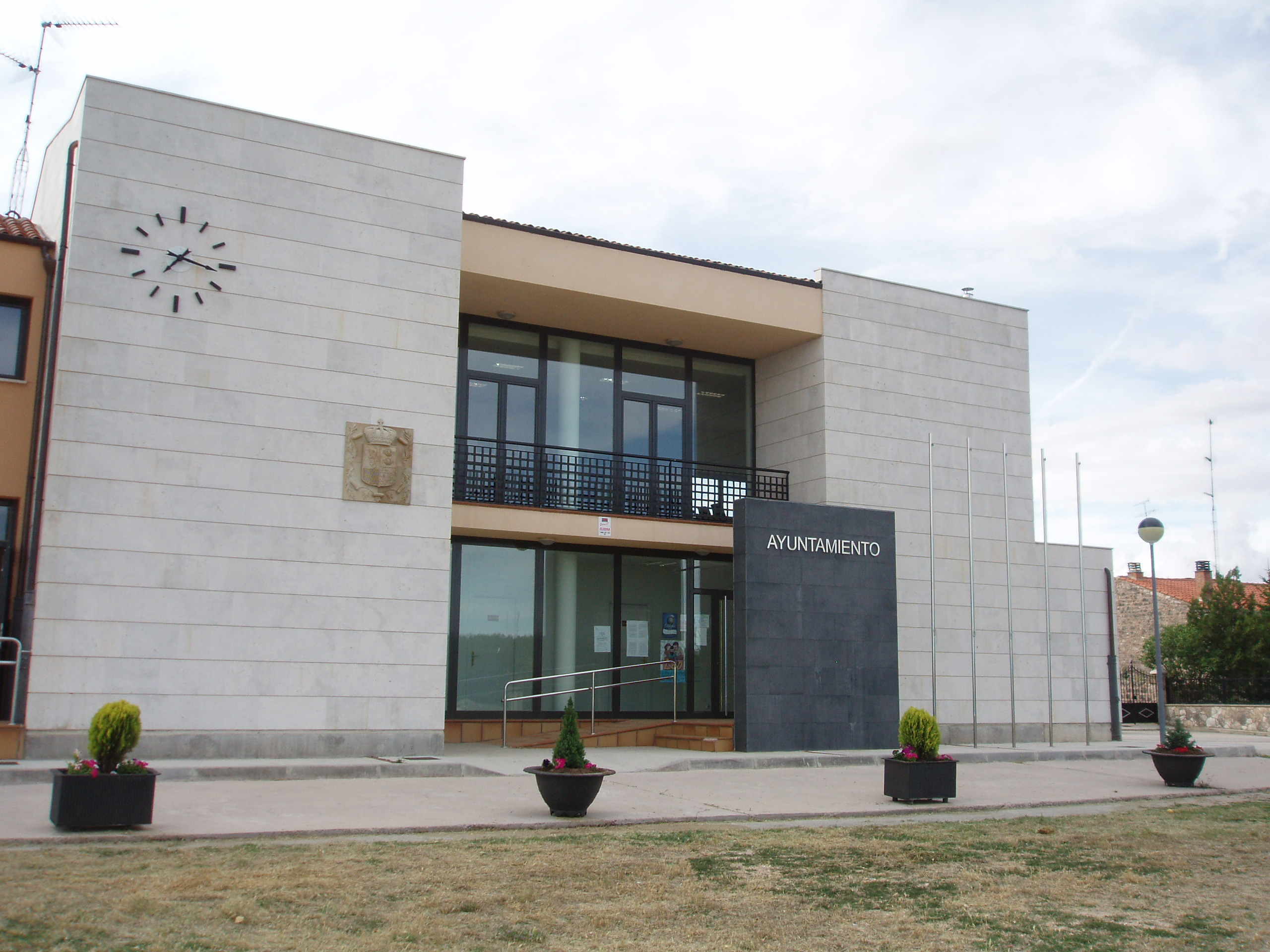
Frandovínez – neues Rathaus (ayuntamiento)

- Die von einem Kirchhof umgebene einschiffige Iglesia de San Miguel Arcángel steht am Ortsrand; sie stammt ursprünglich aus dem 16. Jahrhundert, doch in den Jahren 1823–1825 wurden das Gewölbe und andere Teile der Kirche vollständig neugebaut. Lediglich das Renaissanceportal der spätgotischen Kirche ist noch erhalten; es zeigt eine Figur des Erzengels Michael. Der vergoldete Altarretabel (retablo) stammt aus dem Jahr 1766; auch hier ist die zentrale Figur der drachentötende Erzengel Michael.[5][6]
- Die in unmittelbarer Nachbarschaft zur Kirche stehende Casona war ein spätmittelalterlicher Getreidespeicher bzw. eine Zehntscheune. Das Gebäude, von dem nur noch die Außenwände erhalten sind, dient heute – nach dem Aufsetzen eines neuen Daches – als Veranstaltungsraum der Gemeinde.
- Das Rathaus (ayuntamiento) ist ein Neubau vom Beginn des 21. Jahrhunderts; auch der Platz in der Ortsmitte wurde in dieser Zeit neugestaltet.

Umgebung
- Am Rand der Felder in der Umgebung des Ortes stehen noch einige in Trockenbauweise errichtete Steinhütten, die hauptsächlich vor und während der Ernte als Unterstände der Feldwächter dienten.

## Persönlichkeiten
- Francisco Pérez González (* 1947), römisch-katholischer Geistlicher, Erzbischof von Pamplona y Tudela 2007–2023